# Касперчак, Хенрик
Хе́нрик Во́йцех Каспе́рчак (пол. Henryk Wojciech Kasperczak; 10 июля 1946, Забже, Польша) — польский футболист, заслуженный мастер спорта Польши, после окончания игровой карьеры — футбольный тренер.
Бронзовый призёр чемпионата мира 1974 года, серебряный призёр Олимпийских игр 1976 года, участник чемпионата мира 1978 года.

## Карьера

### Клубная
Хенрик Касперчак — воспитанник «Стали» (Забже). Хотел продолжить карьеру в местном «Гурнике», но именитому клубу не подошёл. Перешёл в «Сталь» (Мелец), которая тогда играла во второй лиге. Вскоре Касперчака призвали на военную службу, которую он в течение двух лет проходил в дубле варшавской «Легии», после чего вернулся в Мелец. В составе «Стали» дважды становился чемпионом Польши, играл в еврокубках, признавался журналом Piłka Nożna лучшим футболистом Польши 1976 года. В 1978 году Касперчак перешёл во французский «Мец», в котором начал тренерскую карьеру.

### В сборной
В сборной Польши Хенрик Касперчак дебютировал 20 марта 1973 года, в домашнем товарищеском матче против сборной США. Играл за сборную и в легендарном матче против сборной Англии на «Уэмбли», поучаствовал в голевой комбинации поляков.
Хенрик Касперчак был одним из ключевых игроков сборной на Олимпийском турнире игр в Монреале, где сборная Польши завоевала серебряные медали, и чемпионатах мира 1974 и 1978 годов. После аргентинского мундиаля завершил выступления в национальной команде.
В составе сборной Польши Хенрик Касперчак провёл 61 матч и забил 5 мячей.

### Тренерская
Первые 15 лет своей тренерской карьеры Хенрик Касперчак провёл во Франции. Работал с «Мецем», «Сент-Этьеном», «Страсбуром», «Расингом» (Париж), «Монпелье» и «Лиллем». Наибольших успехов достиг с «Мецем», в сезоне 1983/84 выигравшим Кубок Франции, и «Страсбуром», который под руководством Касперчака вышел в Лигу 1.
В 1993 году Касперчак возглавил сборную Кот-д’Ивуара и успешно выступил с ней на Кубке Африки-1994, после чего был приглашён в сборную Туниса, которую привёл к серебру Кубка Африки-1996 и вывел в финальный турнир чемпионата мира-1998. На том турнире тунисцы выступили неудачно, уступив в двух первых встречах и потеряв шансы на выход в 1/8 финала. Касперчак подал в отставку и был заменён Али Селми сразу после второго поражения.
Первой польской командой, с которой довелось поработать Касперчаку, стала краковская «Висла», которую он возглавил в 2002 году. «Висла» под руководством Хенрика Касперчака дважды выиграла чемпионат Польши, а в сезоне 2002/03 ей удался дубль. В декабре 2004 года Касперчак отказался продлевать контракт и покинул «Вислу».
В период с 2006 по 2008 год Хенрик Касперчак тренировал сборную Сенегала, откуда был уволен прямо во время Кубка Африки 2008, поскольку команда не вышла из группы. В сезоне 2008/09 работал с «Гурником» (Забже), не сумел удержать его в Экстраклассе. По окончании сезона контракт был расторгнут. Неудачным оказалось и возвращения Касперчака в «Вислу». Возглавив команду в марте 2010 года, он ушёл в отставку в августе, после неожиданных поражений в третьем квалификационном раунде Лиги Европы 2010/11 от азербайджанского «Карабаха». В ноябре 2010 года возглавил греческий клуб «Кавала».

## Достижения

### Игрока
- Футболист года в Польше (версия журнала Piłka Nożna): 1976
- Бронзовый призёр чемпионата мира: 1974
- Серебряный призёр летних Олимпийских игр: 1976
- Чемпион Польши (2): 1972/73, 1975/76
- Финалист Кубка Польши: 1975/76

### Тренера
- Тренер года в Польше: 2002
- Обладатель Кубка Франции: 1983/84
- Победитель французского Дивизиона 2: 1987/88
- Обладатель Летнего кубка: 1992
- Бронзовый призёр Кубка африканских наций: 1994
- Серебряный призёр Кубка африканских наций: 1996
- Чемпион Польши (2): 2002/03, 2003/04
- Обладатель Кубка Польши: 2002/03